# NGC 2040
NGC 2040 est une nébuleuse en émission, située dans la constellation de la Dorade. Elle a été découverte par l'astronome écossais James Dunlop en 1826.

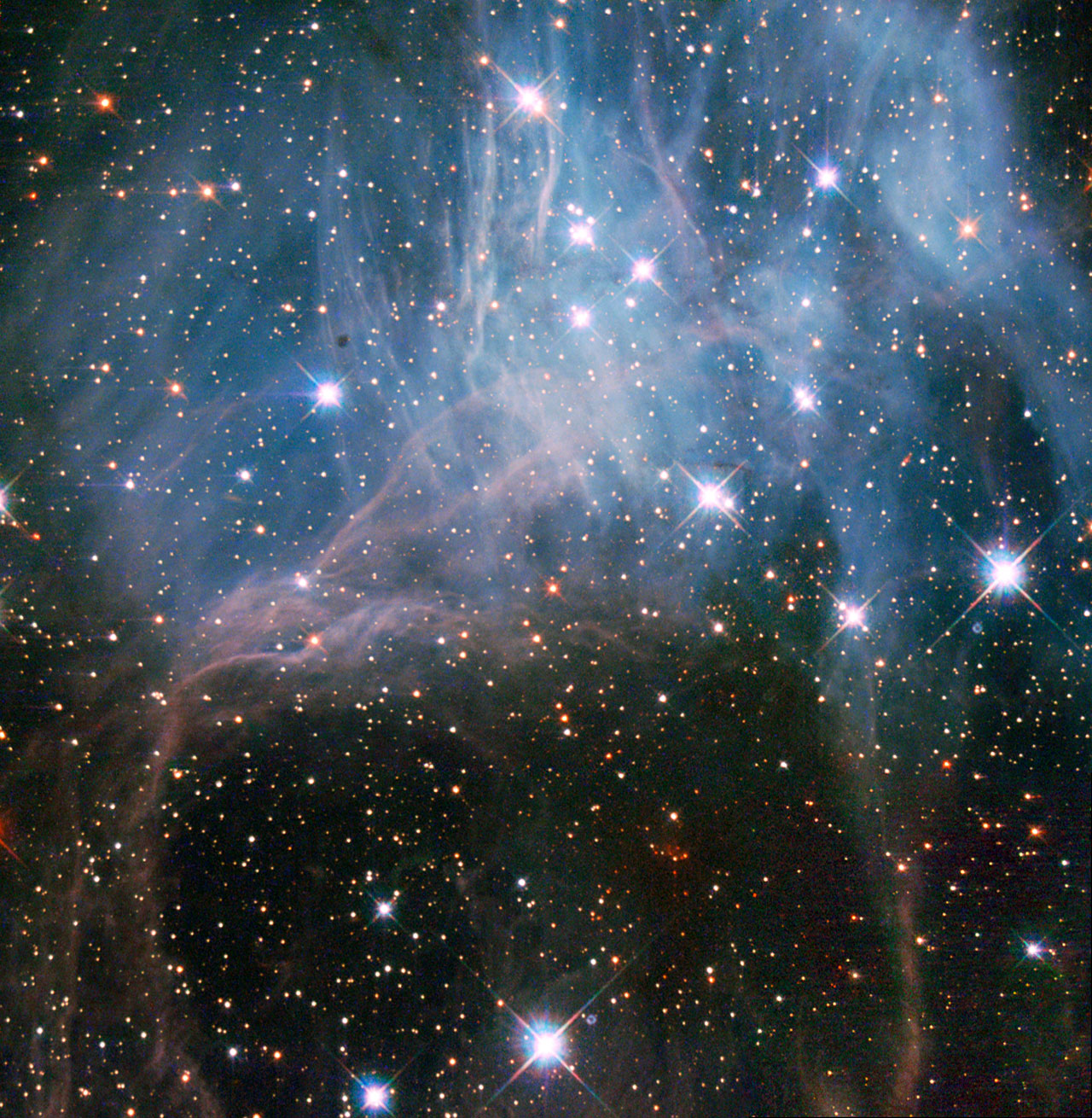
Les étoiles qui brillent dans ce qui ressemble à un brouillard sont celles de NGC 2040, un des plus vastes groupes d'étoiles du Grand Nuage de Magellan.

NGC 2040 renferme un regroupement d'étoiles très jeunes et très dispersées. Selon leurs propriétés, il existe trois types d'association stellaire : OB, T et R (en). Les étoiles de NGC 2040 font partie d'une association de type OB, un regroupement qui contient de 10 à 100 étoiles de type spectral O et B. Les étoiles de NGC 2040 baignent dans une nébuleuse d'hydrogène partiellement ionisé et elles se trouvent dans une coquille supergéante de gaz appelée LMC 4. Sur une période de plusieurs millions d'années, des milliers d'étoiles peuvent se former dans ces coquilles gigantesques, qui sont les plus grandes structures interstellaires des galaxies. Les coquilles elles-mêmes ont été créées par de forts vents stellaires et des explosions groupées de supernovas d'étoiles massives qui coupent la poussière et le gaz environnants et qui déclenchent à leur tour d'autres épisodes de formation d'étoiles.